# Austin Maestro
Austin Maestro var en bilmodel fra Austin bygget mellem starten af 1983 og slutningen af 1993.

## Historie
Maestro blev introduceret i marts 1983 som efterfølger for Austin Allegro, som 5-dørs hatchback. Ligesom Allegro har modellens navn noget med musik at gøre.
Maestro fandtes med motorer fra 1,3 til 2,0 liter. Bemærkelsesværdigt var det futuristiske interiør, det digitale kombiinstrument og en talende kørecomputer. Efter de første byggeår blev modellen dog udstyret med et konventionelt instrumentbræt.
I 1984 introducerede Austin den store mellemklassebil Montego, som var baseret på platformen fra Maestro, og i 1985 blev den sportsligere variant MG Maestro introduceret. I 1988 blev modelprogrammet udvidet med en varebiludgave.
I december 1993 blev produktionen af Maestro og Montego indstillet i Storbritannien, efter at Austin Rover var blevet købt af BMW. Nogle hundrede eksemplarer blev dog CKD-monteret i Bulgarien.
I Kina bygges Maestro stadigvæk med fronten fra Montego. Den i efteråret 1995 introducerede tredje generation af Rover 200-serien, der var baseret på Hondas Concerto/Civic, kan betragtes som indirekte efterfølger.